# Schronisko za Stodołą w Żytniej Skale
Schronisko za Stodołą w Żytniej Skale – schronisko w Żytniej Skale we wsi Bębło w województwie małopolskim, w powiecie krakowskim, w gminie Wielka Wieś. Znajduje się na Wyżynie Olkuskiej w obrębie Wyżyny Krakowsko-Częstochowskiej.
Schronisko znajduje się w skale u południowo-wschodniej podstawy wzniesienia Żytniej Skały, tuż za stodołą. Składa się z dwóch prostopadłych szczelin. W miejscu ich przecięcia się w stropie znajduje się komin wychodzący na powierzchnię skały. Powstało na szczelinie w wapieniach z jury późnej. Brak nacieków jaskiniowych, na ścianach schroniska znajdują się tylko bardzo niewielkie erozyjne wżery. Namulisko złożone z gruzu skalnego i próchnicy.
Klimat schroniska jest w całości uzależniony od wpływów środowiska zewnętrznego. W większości jest oświetlone rozproszonym światłem słonecznym. Okolice otworu wejściowego porastają glony.
Po raz pierwszy opisał go w 2015 r. Norbert Sznober. On też opracował plan schroniska.

## Jaskinie i schroniska Skały Żytniej
W Skale Żytniej znajduje się blisko siebie 6 schronisk i dwie jaskinie:
- Jaskinia pod Agrestem,
- Jaskinia w Żytniej Skale Górna (długość 13 m),
- Schronisko Dolne w Żytniej Skale (długość 10,5 m),
- Schronisko Małe w Żytniej Skale (Jaskinia Mała) – pierwsze od zachodniej strony,
- Schronisko nad Dolnym w Żytniej Skale (długość 4,7 m),
- Schronisko Przechodnie w Żytniej Skale (Jaskinia Przechodnia). Ma długość kilkunastu metrów, wysokość pozwalającą na swobodne przejście i dwa otwory; jeden główny i drugi, boczny i mniejszy. Otwory te połączone są z sobą niskim tunelem,
- Schronisko Wysokie w Żytniej Skale (Jaskinia Wysoka), z dużą komorą o wysokim sklepieniu i wielkim głazem w otworze wejściowym,
- Schronisko za Stodołą w Żytniej Skale (długość 6,50 m)[3].

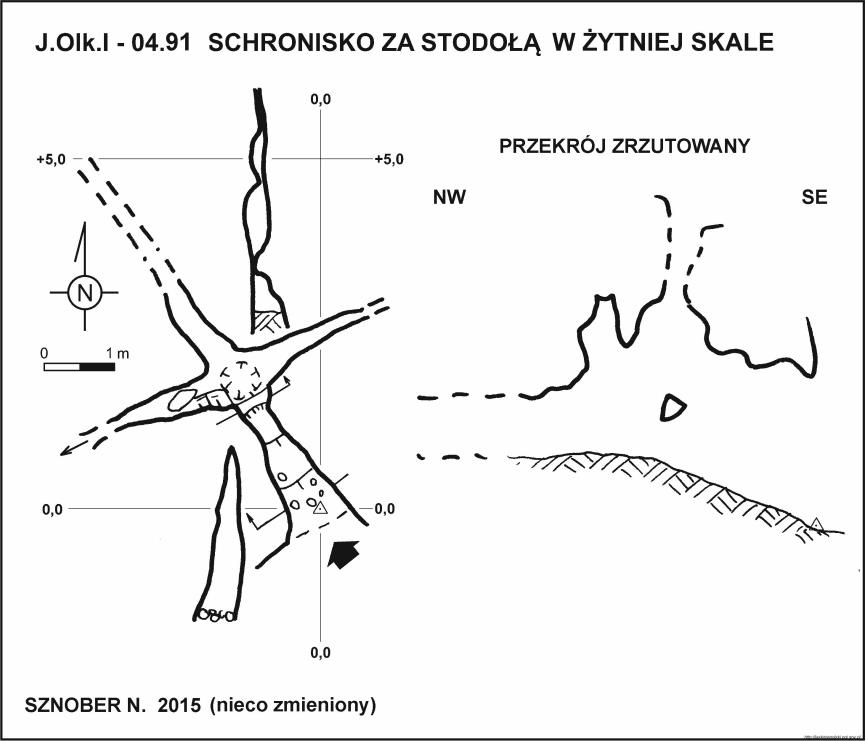
Plan